# Дискография Pennywise
Дискография Pennywise, американской панк-рок группы, сформировавшейся в 1988 году в Лос-Анджелесе, Калифорния. Имеет 11 студийных альбомов, один концертный альбом, два EP, один сборник, один DVD и 14 синглов. Это не включая материал, который был записан членами, или бывшими членами, группы, которые были записаны с CON/800, One Hit Wonder и Chaos Delivery Machine.

## Студийные альбомы
| 1991                              | Pennywise - Релиз: 22 октября 1991 года - Лейбл: Epitaph - Формат: CD, CS, LP       | —  | —  | —  | —  | —   | —  | —  | —  | —   | - Дебютный релиз. - Перезаписан 8 марта 2005 года. - Перезапись 2005 года включает бонус-трек "Psycho 89".                                                                              |
| 1993                              | Unknown Road - Релиз: 17 августа 1993 года - Лейбл: Epitaph - Формат: CD, CS, LP    | —  | —  | —  | —  | —   | —  | —  | —  | —   | - Перезаписан 8 марта 2005 года - Еще не являясь членом группы, басист Рэнди Бредбери внес свой вклад в альбом.                                                                         |
| 1995                              | About Time - Релиз: 13 июня 1995 года - Лейбл: Epitaph - Формат: CD, CS, LP         | 96 | —  | 55 | 24 | 76  | 84 | —  | —  | —   | - Перезаписан 8 марта 2005 года - Последний альбом, записанный с Джейсоном Тёрском, прежде чем тот совершил самоубийство в 1996 году.                                                   |
| 1997                              | Full Circle - Релиз: 22 апреля 1997 года - Лейбл: Epitaph - Формат: CD, CS, LP      | 79 | —  | 13 | 38 | —   | 93 | 36 | —  | —   | - Перезаписан 8 марта 2005 года - Первый релиз с новым басистом Рэнди Бредбери - Содержит "Bro Hymn Tribute", переписанную версию "Bro Hymn", которая посвящена смерти Джейсона Тёрска. |
| 1999                              | Straight Ahead - Релиз: 1 июня 1999 года - Лейбл: Epitaph - Формат: CD, CS, LP      | 62 | —  | 8  | —  | 93  | —  | 12 | —  | 193 | |
| 2001                              | Land of the Free? - Релиз: 19 июня 2001 года - Лейбл: Epitaph - Формат: CD, CS, LP  | 67 | 2  | 21 | —  | —   | —  | 32 | 89 | 134 | |
| 2003                              | From the Ashes - Релиз: 9 сентября 2003 года - Лейбл: Epitaph - Формат: CD, CS, LP  | 54 | 4  | 13 | —  | 77  | —  | 47 | 47 | 148 | |
| 2005                              | The Fuse - Релиз: 9 августа 2005 года - Лейбл: Epitaph - Формат: CD                 | 78 | 9  | 36 | —  | 100 | —  | —  | 60 | —   | |
| 2008                              | Reason to Believe - Релиз: 25 марта 2008 года - Лейбл: MySpace - Формат: CD, LP, DI | 98 | 12 | 46 | —  | —   | —  | —  | 97 | —   | - Альбом был доступен для бесплатной загрузки на MySpace - Последний альбом с Джимом Линдбергом, прежде чем тот покинул группу в августе 2009 года.                                     |
| 2012                              | All or Nothing - Релиз: 1 мая 2012 года - Лейбл: Epitaph - Формат: CD, LP, DI       | 76 | 10 | 27 | —  | 49  | —  | —  | 34 | —   | - Единственный альбом с Золтаном Теглашем на вокале. |
| 2014                              | Yesterdays - Релиз: 15 июля 2014 года - Лейбл: Epitaph - Формат: CD, LP, DI         | 62 | 9  | 16 | —  | 41  | —  | —  | 52 | —   | - Хотя Pennywise считают что Yesterdays должен быть студийным альбомом, он содержит микс неизданных, старых треков и треков, любимых фанатами.                                          |
| 2018                              | Never Gonna Die - Релиз: 20 Апреля 2018 - Лейбл: Epitaph - Формат: CD, LP, DI       | —  | —  | —  | —  | —   | —  | —  | —  | —   | — |
| "—" означает отсутствие в чартах. |                                                                                     |    |    |    |    |     |    |    |    |     | |

## Мини-альбомы
| Год  | Название             | Лейбл      | Дополнительно                                                                  |
| ---- | -------------------- | ---------- | ------------------------------------------------------------------------------ |
| 1989 | A Word from the Wise | Theologian | - Переиздан в 1992 году на Wildcard/A Word from the Wise, вместе со вторым EP. |
| 1989 | Wildcard             | Theologian | - Переиздан в 1992 году на Widlcard/A Word from the Wise, вместе с первым EP.  |

## Сборники / Концертные альбомы
| Год  | Название                                                   | Лейбл             | US  | Формат | Дополнительно |
| ---- | ---------------------------------------------------------- | ----------------- | --- | ------ | --- |
| 1992 | Wildcard/A Word from the 'Wise                             | Theologian        | —   | CD     | - Сборник из двух первых мини-альбомов. - Первые 5 треков взяты из A Word from the Wise. - Остальные взяты из Wildcard. |
| 1997 | Violent World - A Tribute to the Misfits                   | Caroline Records  | —   | CD     | - Содержит трек "Astro Zombies".                                                                                        |
| 1998 | Punk-O-Rama III                                            | Epitaph           | —   | CD     | - Содержит трек "Wake Up".                                                                                              |
| 1999 | Short Music For Short People                               | Fat Wreck Chords  | 191 | CD     | - Содержит трек "30 Seconds 'Till The End of The World".                                                                |
| 2000 | Live @ the Key Club                                        | Epitaph           | 198 | CD/LP  | - Единственный концертный альбом. - Содержит кавер-версию на песню "Minor Threat" одноименной группы.                   |
| 2004 | Rock Against Bush, Vol. 1                                  | Fat Wreck Chords  | —   | CD     | - Содержит трек "God Save The USA".                                                                                     |
| 2005 | Look at All the Love We Found                              | Cornerstone RAS   | —   | CD     | - Трибьют-альбом, посвященный группе Sublime. - Содержит трек "Same in the End".                                        |
| 2007 | Our Impact Will Be Felt                                    | Abacus Recordings | —   | CD     | - Трибьют-альбом разных исполнителей, посвященный группе Sick of It All. - Содержит трек "My Life".                     |
| 2009 | Let Them Know – The Story of Youth Brigade and BYO Records | BYO Records       | —   | CD     | - Содержит кавер-версию песни "We're Gonna Fight" группы 7 Seconds.                                                     |
| 2013 | The Songs of Tony Sly: A Tribute                           | Fat Wreck Chords  | —   | CD     | - Содержит кавер песни "Devonshire & Crown" в честь Тони Слая.                                                          |

## Видео-альбомы
| Год  | Название    | Лейбл                  | Формат  | Другое                                                                       |
| ---- | ----------- | ---------------------- | ------- | ---------------------------------------------------------------------------- |
| 1995 | Home Movies | Epitaph                | VHS/DVD | - Оригинальный релиз на VHS в 1995 году. - Издана на DVD 9 ноября 2004 года. |
| 1995 | Unity       | Millennium Productions | VHS     | - Оригинальный релиз на VHS в 1995 году.                                     |

В 2000 году велась работа над концертным DVD, материалы для которого по большей части были сняты в Австралии.

## Синглы
| Год                                               | Трек                     | US Alt | NZ | AU | Альбом             |
| ------------------------------------------------- | ------------------------ | ------ | -- | -- | ------------------ |
| 1993                                              | "Homesick"               | —      | —  | —  | Unknown Road       |
| 1994                                              | "Tomorrow"               | —      | —  | —  | Внеальбомный сингл |
| 1995                                              | "Same Old Story"         | —      | —  | —  | About Time         |
| 1997                                              | "Society"                | —      | —  | 83 | Full Circle        |
| 1999                                              | "Alien"                  | 36     | —  | 62 | Straight Ahead     |
| 1999                                              | "Down Under"             | —      | 47 | 66 | Straight Ahead     |
| 2000                                              | "Victim of Reality"      | —      | —  | —  | Straight Ahead     |
| 2001                                              | "Fuck Authority"         | 38     | —  | —  | Land of the Free?  |
| 2001                                              | "Divine Intervention"    | —      | —  | —  | Land of the Free?  |
| 2003                                              | "Yesterdays"             | —      | —  | —  | From the Ashes     |
| 2003                                              | "Waiting"                | —      | —  | —  | From the Ashes     |
| 2004                                              | "God Save The USA"       | —      | —  | —  | From the Ashes     |
| 2005                                              | "Disconnect"             | —      | —  | —  | The Fuse           |
| 2005                                              | "Knocked Down"           | —      | —  | —  | The Fuse           |
| 2008                                              | "The Western World"      | 22     | —  | —  | Reason to Believe  |
| 2008                                              | "Die For You"            | —      | —  | —  | Reason to Believe  |
| 2009                                              | "One Reason"             | —      | —  | —  | Reason to Believe  |
| 2012                                              | "All or Nothing"         | —      | —  | —  | All or Nothing     |
| 2012                                              | "Let Us Hear Your Voice" | —      | —  | —  | All or Nothing     |
| "—" указывает на то, что песня не попала в чарты. |                          |        |    |    |                    |

## Видео
- "Homesick" и "Dying to Know" (оба трека из альбома "Unknown Road" изданы в 1993 году).
- "Same Old Story" (издан в 1995 году; альбом "About Time").
- "Society" и "Bro Hymn Tribute" (оба трека из альбома "Full Circle" изданы в 1997 году).
- "Alien" и "Straight Ahead" (оба трека из альбома "Straight Ahead" изданы в 1999 году).
- "Fuck Authority" и "My God" (оба трека из альбома "Land of the Free" изданы в 2001 году).
- "Knocked Down" (издан в 2006 году; альбом "The Fuse").
- "The Western World" (издан в 2008 году; альбом "Reason to Believe").
- "Violence Never Ending" (издан в 2014 году; альбом "Yesterdays").